# Avry
Avry (toponimo francese) è un comune svizzero di 1 880 abitanti del Canton Friburgo, nel distretto della Sarine.

## Storia
Il comune di Avry è stato istituito il 1º gennaio 2001 con la fusione dei comuni soppressi di Avry-sur-Matran e Corjolens.

## Geografia antropica
Le frazioni di Avry sono
- Avry-sur-Matran[2]
  - Avry-Bourg
  - Avry-Centre[senza fonte]
  - Rosé
- Corjolens[3]

## Infrastrutture e trasporti
Avry è servito dalla stazione di Rosé sulla ferrovia Losanna-Friburgo.